# Kalle Ankas flygande ekorre
Kalle Ankas flygande ekorre (även Den flygande ekorren) (engelska: The Flying Squirrel) är en amerikansk animerad kortfilm med Kalle Anka från 1954.

## Handling
Kalle Anka är ute i parken med sin jordnötsvagn när han stöter på en flygande ekorre. Kalle Anka lovar att ge ekorren en jordnöt om den hjälper honom att sätta upp hans skylt i trädet. När nöten visar sig vara dålig utbryter ett slagsmål.

## Om filmen
Filmen hade svensk premiär den 28 november 1955 på Sture-Teatern i Stockholm och ingick i kortfilmsprogrammet Kalle Anka bjuder på en fest tillsammans med kortfilmerna Kalle Ankas förbjudna frukt, Jan Långben bland indianer, Kalle Anka och spargrisen, Plutos hungriga vargar och Kalle Anka som jultomte.
Filmen har givits ut på VHS och DVD finns dubbad till svenska.

## Rollista
- Clarence Nash – Kalle Anka[8]